# Hols socken
Hols socken i Västergötland ingick i Kullings härad, ingår sedan 1971 i Vårgårda kommun och motsvarar från 2016 Hols distrikt.
Socknens areal är 39,54 kvadratkilometer varav 39,00 land. År 2000 fanns här 638 invånare.  Kyrkbyn Hol med sockenkyrkan Hols kyrka ligger i socknen.

## Administrativ historik
Socknen har medeltida ursprung. 
Vid kommunreformen 1862 övergick socknens ansvar för de kyrkliga frågorna till Hols församling och för de borgerliga frågorna bildades Hols landskommun. Landskommunen inkorporerades 1952 i Vårgårda landskommun som 1971 ombildades till Vårgårda kommun. Församlingen utökades 2002.
1 januari 2016 inrättades distriktet Hol, med samma omfattning som församlingen hade 1999/2000.  
Socknen har tillhört län, fögderier, tingslag och domsagor enligt vad som beskrivs i artikeln Kullings härad. De indelta soldaterna tillhörde Västgöta regemente, Elfsborgs kompani och Västgöta-Dals regemente, Kullings kompani.

## Geografi
Hols socken ligger nordost om Alingsås med Säveån i norr. Socknen har odlingsbygd i norr och skogsbygd i söder. De största insjöarna är Gasslången som delas med Bälinge socken i Alingsås kommun och Bäsjön.

## Fornlämningar
Tre boplatser, lösfynd och två hällkistor från stenåldern är funna. Från bronsåldern finns gravrösen. Från järnåldern finns ett stort och flera mindre gravfält samt domarringar. I kyrkan finns en runsten.

## Befolkningsutveckling
Befolkningen ökade från 507 1810 till 1 033 1880 varefter den minskade till 500 1970 då den var som minst under 1900-talet. Därefter vände folkmängden uppåt igen till 664 1990.

## Namnet
Namnet skrevs på 1330-talet Hool och kommer från kyrkbyn. Namnet innehåller hol, 'kulle, rund höjd' syftande på en höjd i byn.